# Idotea metallica
Idotea metallica là một loài chân đều trong họ Idoteidae. Loài này được Bosc miêu tả khoa học năm 1802.